# Aayla Secura
Aayla Secura és un personatge de ficció, pertanyent a l'univers de La Guerra de les Galàxies.
Aayla Secura va servir a l'ordre Jedi durant les Guerres clon. Aquesta Twilek blava del planeta Ryloth. Apareix a "L'atac dels clons", "La venjança dels Sith", interpretada per Amy Allen, una empleada de la companyia d'efectes especials Industrial Light & Magic, i a la sèrie d'animació "The Clone Wars".
Havia sigut creada com personatge de còmic l'any 2000 per l'escriptor John Ostrander i el dibuixant Jan Duursema per a la sèrie de Dark Horse Comics Star Wars, actualment part de "Llegendes", sent l'únic personatge creat en un còmic en aparèixer posteriorment a pel·lícules de franquícia.
Tenia un parell de tentacles (Lekku) que queien des del seu clatell gairebé fins a la seva cintura. Aayla va ser aprenent Padawan del Mestre Jedi Quinlan Vos; va lluitar a la Batalla de Geonosis i va sobreviure. Va ser enviada juntament amb el Mestre Jedi Ki-Adi Mundi i la mestra Shaak-Ti a Hypori, un planeta que va ser devastat per la Confederació de Sistemes Independents, on va enfrontar al General Grievous i va viure per explicar-ho. Va morir durant l'execució de l'ordre 66, al planeta Felucia a mans del Comandant Clon Bly.

## Concepte i creació
Per acompanyar el llançament de la pel·lícula Star Wars Episode I: The Phantom Menace al cinema el 1999, l'editorial de còmics Dark Horse va llançar un nou títol anomenat simplement "Star Wars" que després va canviar a "Star Wars: Republic". El primer número està datat el 16 de desembre de 1998. Els primers àlbums de la sèrie van posar en escena, el Jedi Ki-Adi-Mundi, un personatge introduït a The Phantom Menace. A partir del número 19 publicat el 28 de juny de 2000, es presenta un altre heroi, el Jedi Quinlan Vos, l'aspecte del qual es desprèn d'un figurant de la pel·lícula., mentre que la seva història es deu íntegrament a la imaginació de l'escriptor John Ostrander. Per acompanyar l'heroi, el guionista crea una aprenent. El dissenyador Jan Duursema li va donar inicialment un cap de peix, però canvia ràpidament per donar-li l'aspecte d'una Twi’lek com el personatge d'Oola, el primer personatge d'aquesta espècie creat el 1981 per George Lucas per a la pel·lícula El retorn del Jedi. El nom d'Aayla és una variació del d'Oola. Per al nom, Ostrander el pren a un altre Twi'lek, Nat Secura, que va ser creat el 1995 per l'escriptora Shayne Bell per a un relat breu Bib Fortuna's Tale de la col·lecció Tales from Jabba’s Palace. Ostrander va convertir a Nat en cosí d'Aayla a l'aventura Rite of passage.